# Saint-Pierre-Jolys
Saint-Pierre-Jolys är en ort i Kanada.   Den ligger i provinsen Manitoba, i den sydöstra delen av landet, 1 700 km väster om huvudstaden Ottawa. Antalet invånare är 1 100.